# Lead User
Der Begriff Lead User (trendführender Nutzer, trendführender Kunde) wurde 1986 von Eric von Hippel eingeführt.
Lead User sind Nutzer, deren Bedürfnisse den Anforderungen des Massenmarktes vorauseilen und sich einen besonders hohen Nutzen von einer Bedürfnisbefriedigung/Problemlösung versprechen. Der Begriff wird sowohl für Unternehmen (Geschäftskunden) als auch für Endkonsumenten (Privatkunden) verwendet und gilt für den Sachgüter- wie auch den Dienstleistungssektor.

## Definition
Lead User treten oftmals selbst als Innovatoren auf. Durch den hohen Nutzen, den sie sich von einer Befriedigung ihrer Bedürfnisse versprechen, sind sie hoch motiviert, eine Problemlösung zu finden. Zudem eignen sich Lead User bei der intensiven Beschäftigung mit der jeweiligen Thematik spezifische Fähigkeiten und Kenntnisse an. Daher besitzen Lead User in vielen Fällen einen gewissen Expertenstatus sowie Konsum-, Markt- und Lösungskompetenzen.
Lead User innovieren selten in Isolation. In vielen Fällen beteiligen sie sich an informellen Communities, die dem Informationsaustausch sowie der gegenseitigen Unterstützung (sog. User-to-User Assistance) dienen. Dabei kann das Internet als Medium eine entscheidende Funktion übernehmen. So nutzen heute viele Lead User Communities und Internetforen als Kommunikationsplattform. Aus Unternehmenssicht wird hierzu verstärkt auf die Selbstselektion von Lead Usern gezielt, welche z. B. ihre Probleme im Rahmen eines Ideenwettbewerbs präsentieren. In diesen Fällen haben Lead User und Prosumenten viel gemeinsam.

## Lead User-Methode
Die Lead User-Methode ist ein Prozess, bei dem ein Anbieter versucht, Lead User gezielt in die Produktentwicklung einzubeziehen. Die Methode läuft typischerweise in vier Phasen ab:
1. Identifikation wichtiger Markttrends
2. Identifikation von Lead Usern
3. Workshop zur Entwicklung innovativer Produktkonzepte mit den Lead Usern
4. Projektion der Ergebnisse auf einen größeren Markt

Diese Form der kooperativen Produktentwicklung eines Unternehmens mit Lead Usern birgt sowohl Chancen als auch Risiken. Insbesondere vor dem Hintergrund zunehmend komplexerer Produkte stößt die klassische Lead User-Methodik an ihre Grenzen.
Mögliche Chancen:
- Identifikation von Kundenbedürfnissen und innovativen Lösungen, die den Markttrends voraus sind
- Zukünftige Marktentwicklungen können besser ermittelt werden als durch klassische Marktforschung
- Frühzeitige Erkennung von Marktrisiken
- Gewinnung von Informationen über Wettbewerber
- Verbesserung der Qualität durch Kundenorientierung bereits in der Produktentwicklungsphase

Mögliche Risiken:
- Der Kunde springt ab
- Verzögerung der Produkteinführung durch den Lead User
- Höherer Organisationsaufwand
- Konzentration auf Nischenlösungen, die für den Massenmarkt nicht geeignet sind

Kritisch anzumerken sind Probleme die in Vereinbarung mit den Lead-Usern auftreten können, die z. B. Eigentumsrechte oder Weisungsbefugnisse regeln. Aus Praxissicht ergeben sich weiterhin Probleme in Bezug auf Durchführungszeit, Kosten und Personaleinsatz zur Umsetzung der Methode nach klassischem Ansatz. Neuere Varianten der Lead User-Methode integrieren klassische Marktforschungsansätze, wie z. B. die Conjointanalyse, in frühe Phasen der Konzeptfindung und adressieren damit das Problem der Nischenentwicklung.